# Leucanopsis perdentata
Leucanopsis perdentata är en fjärilsart som beskrevs av William Schaus 1901. Leucanopsis perdentata ingår i släktet Leucanopsis och familjen björnspinnare. Inga underarter finns listade i Catalogue of Life.